# 25878 Sihengyou
25878 Sihengyou (tên chỉ định: 2000 QW77) là một tiểu hành tinh vành đai chính. Nó được phát hiện bởi dự án Nghiên cứu tiểu hành tinh gần Trái Đất Lincoln ở Socorro, New Mexico, ngày 24 tháng 8 năm 2000. Nó được đặt theo tên Siheng S. You, a high school student whose energy và transportation team project won first place ở the 2009 Giải thưởng Khoa học và Kỹ thuật Intel.